# Пак Хе Рим
Пак Хе Рим (кор. 박혜림, англ. Park Hye-Rim род. 9 июня 1985, г. Сеуле) — южнокорейская шорт-трекистка, Двукратная серебряный призёр чемпионатов мира. 

## Биография
Пак Хе Рим начала кататься на коньках в начальной школе и выиграла чемпионат Азии по шорт-треку в ноябре 1997 года, когда училась в 6-м классе начальной школы при университете Хонгик в Сеуле. Она попала в больницу в декабре 1997 года на отборе в национальную сборную юниоров, когда во время соревнований столкнулась с другим спортсменом и порезала артерию в левой ноге лезвием конька. Какое-то время она боялась кататься на коньках. 
Пак Хе Рим большой волей и упорными тренировками выздоровела и была выбрана в национальную сборную в августе 1998 года, но из-за ограничении в возрасте покинула команду. В апреле 1999 года заняла 3-е место на национальном чемпионате и её вновь отобрали в национальную сборную в качестве запасного игрока. В январе 2000 года участвовала на юниорском чемпионате мира в Секешфехерваре и заняла там 3-е место в общем зачёте. 
В сезоне 2000/2001 годов на Кубке мира в Будапеште Пак, которая училась в 3 классе средней школы Мокиль в Сеуле, заняла 3-е место в беге на 1500 м,  а в Солт-Лейк-Сити выиграла общий зачёт, заняв 1-е место на 1500 м, 2-е на 1000 м и выиграв в эстафете. Продолжила в Чанчуне, где взяла бронзу в беге на 3000 м и золото в эстафете, на этапе в Нобеяме выиграла золото на дистанциях 1000, 1500 и 3000 м и заняла в общем зачёте также 1-е место.
В январе 2001 года она участвовала на юниорском чемпионате мира в Варшаве, где завершила дистанцию 1000 метров второй, а в составе эстафетной команды заняла первое место. Уже в апреле на взрослом чемпионате мира в Чонджу выиграла серебряную медаль в составе эстафетной команды, и тогда же завоевала серебро на командном чемпионате мира в Нобеяме. В 2004 году завершила карьеру.
В 2007 году окончила Корейский Университет спортивной науки в Сеуле и получила сертификат инструктора по спортивному катанию на коньках по шорт-треку, после чего работала с 2008 по 2011 год стюардом международных участников по шорт-треку и национальным рефери  
Союза конькобежцев Кореи до 2015 года. В 2010/2011 годах была назначена тренером национальной сборной Кореи по шорт-треку по работе с новичками, а с 2011 по 2013 года международным судьёй шорт-трека. 

## Обучение
После завершения карьеры в 2004 году она поступила в Женский университет Ихва на кафедру физических упражнений и спортивной науки и окончила его в 2010 году со степенью магистра и работала там в лаборатория физиологии упражнений научным сотрудником. В 2013 году получила Сертификат профессионального тренера по шорт-треку. В 2016 году поступила в Университет штата Флорида в Таллахасси на кафедру департамента питания, пищевых продуктов и физических упражнений.

## Награды
- 2005 год - получила Почетную медаль Президента за выдающиеся достижения в спорте.